# سعيد طوسي
محمد جوندمجد الطوسي (بالفارسية: محمد گندم نژاد سعيد طوسي) المعروف بسعيد طوسي (بالفارسية: سعيد طوسى) هو قارئ قرآن إيراني. ولد سنة 1970 بالعاصمة طهران في محافظة مشهد. حفظ القرآن الكريم بمساعدة والده وأساتذة القرآن الكريم في مشهد المقدسة. دخل الإذاعة والتلفزيون القرآن إيران سنة 1993، وكانت أول تلاواته من سورة الإنسان. عين قارئاً لحرم الإمام علي الرضا (ع) سنة 1993، ثم لمسجد فقيه سبزوارى في ذات المنطقة. كان أول سفير لقراء إيران سنة 1993.

## النشأة
وٌلد سعيد طوسي عام 1970  في العاصمة طهران وترعرع في مدينة مشهد. حيث نشأ في بيئة تهتم بالقرآن الكريم حفظاً وتجويداً. تعلم ودرس التجويد عند
أحد أستاذة القرآن الكريم في مشهد: أحمد هيروى، وسيد ميرزا علي رحيمى تأثر كثيرا بوالداه، كان أحد المجودين المجيدين للقرآن حفظًا وتجويدًا.
ترعرع في بيئة قرآنية وهو في الخامسه من عمره، حيث تأثر سعيد طوسي كثيرا بتسجيلات الشيخ محمد رفعت، والشيخ عبد الباسط عبد الصمد، والشيخ محمد صديق المنشاوي من خلال المحاكاة والتقليد  لتلاواتهم بهدف حفظ القرآن. وعند عودته إلى المنزل اعتاد أن يرتل ما سمعه من الشيخ رفعت بنفسه.

## سيرته المهنية
مع نهاية عام 1983 l طلب الأستاذ رحيمى من الشيخ سعيد طوسي أن يتقدم إلى المشاركة بتلاوة في جلسة بحضور علي خامنئي؛ المرجعية الدينية العليا عند الشيعة الإمامية الذي قام بتشجعيه على التلاوة في المحافل القرآنية.
كان الأستاذ أحمد هيروى قد حصل على تسجيل لتلاوة سعيد طوسى بمسجد فقيه سبزوارى في مشهد  وقدم هذا التسجيل للجنة إلى جامعة القرآن الكريم في طهران، الذي أعجب اللجنة، وتم اعتماد الشيخ سعيد طوسي بالإذاعة عام 1993 ليكون أحد قرائها. وبعد الشهرة التي حققها سعيد في بضعة قرر ان يقيم إقامة دائمة في مشهد مع أسرته التي نقلها معه إلى حي قريب من حرم الإمام علي الرضا. في معظم محافظات الجمهورية الإسلامية إيران.

## زياراته العالمية
بدأ الشيخ سعيد طوسي رحلاته الدولية لتلاوة القرآن عام 1993.
كانت أول زيارة للشيخ سعيد طوسي خارج إيران بعد التحاقه بالإذاعة والتلفيزيون عام 1993 زار خلالها السعودية لأداء الحج ومعه والده وعدد من القراء. لم تكن هذه المرة الأخيرة التي زار فيها السعودية وإنما تعددت الزيارات ما بين دعوات رسمية وبعثات وزيارات لحج المسجد الحرام.
من بين الدول التي زارها باكستان لإحياء احتفال ديني أقامه المجلس الأعلى الإسلامي لرابطة المسلمين هناك.، ومن أشهر المساجد التي قرأ بها القرآن هي المسجد الحرام بمكة والمسجد النبوي في المدينة المنورة.

## تلاوته
قام بحفظ شريط كاسيت كاملا للقارئ عبد الباسط عبد الصمد خلال سنة كاملة كان يعيد الاستماع والتطبيق. قلد أكثر من 50 تلاوة من الشيخ محمد رفعت. بدأ يقرأ القرآن من البداية ويتلوه مدقق على مخارج الحروف بهدف تلاوة القرآن كاملًا.
واستمرت جهوده بحيث يتم إعداد تلاوة محمد رفعت كل يوم.

## اتهامه
في أكتوبر 2016، ألقت جمعية VOA-PNN الضوء على قضية الطوسي التي اتهم فيها بالاعتداء الجنسي على تسعة من تلاميذ القرآن قبل سنين على مدار السنوات الماضية (تم تأكيد أربعة مدعين). من غير المعروف ما إذا كانت التهم قد تشمل الاغتصاب المثلي الذي يمكن أن يحمل عقوبة الإعدام. يدعي المدعون المجهولون أن الشكاوى المقدمة عبر القنوات القانونية تم تغطيتها أو تجاهلها من قبل السلطات من أجل حماية سمعة النظام الإيراني.
أصدر طوسي بيان رفض جميع الادعاءات، التي وصفها بأنها «الأكاذيب الكاملة». وقال أن هذه الادعاءات «تهدف إلى تشويه أسس الدولة الدينية وقائدها الأعلى آية الله علي خامنئي». وذكر أنه لم يشارك في «مثل هذه الخطايا» و«الأفعال لا تتوافق مع العفة».
في يناير 2018، نشرت وسائل الإعلام الإيرانية الرسمية نسخة من حكم محكمة طهران تؤكد أن طوسي قد بُرئ من تهم التحرش الجنسي واغتصاب أربعة من الضحايا الذين قدموا شكاوى للقضاء ضده، مما ألغى قرارًا أوليًا صدر عن محكمة الاستئناف بالحكم عليه أربع سنوات في السجن. تسببت التبرئة في جدل بين الجماهير والمسؤولين،

## التكريم
كرمته سوريا بمنحه وسام الاستحقاق ووسام من لبنان والوسام الذهبي من ماليزيا ووسام من تنزانيا وآخر من المغرب وأوسمة أخرى الأوسمة من دول عديدة التي حصل عليها.

### الأوسمة التي حصل عليها
- وسام من رئيس وزراء سوريا عام 1993.
- وسام من رئيس حكومة ماليزيا عام 1998.
- وسام الاستحقاق من الرئيس تنزانيا عام 2002.
- الوسام الذهبي من باكستان عام 2009 و 2017.
- وسام رابطة العلماء المجلس الأعلى الباكستاني عام 2009 و2017.
- وسام الإذاعة والتلفزيون الإيراني عام 2001.
- وسام من الجمهورية اللبنانية.
- وسام تكريمي من الجمهورية العراقية.

## وصلات خارجية
- الشيخ سعيد طوسي: سيرة حياته
- الشيخ سعيد طوسي: موقعه على التيلكرام
- الشيخ سعيد طوسي: قناة إعلاميه على التيلكرام
- موقع مجلس شورى القرآني الإدارة العليا
- من روائع القارئ سعيد طوسي على يوتيوب
- قراءة بصوت الشيخ سعيد طوسي
- أکثر من 200 فیديو مع صوت الشیخ سعيد طوسي